# Soichi Hashimoto
Soichi Hashimoto (24 de agosto de 1991) é um judoca japonês. Foi medalhista de bronze nos Jogos Olímpicos de Verão de 2024 em Paris.